# Georg-Mackensen-Literaturpreis
Der Georg-Mackensen-Literaturpreis für die beste deutsche Kurzgeschichte in deutscher Sprache, kurz Georg-Mackensen-Preis, wurde von 1962 bis 1985 verliehen.
Gestiftet wurde der Preis im Jahre 1960 von Georg Mackensen, einem deutschen Verleger und Mitinhaber der Verlagsbuchhandlung Georg Westermann (heute: Westermann Druck- und Verlagsgruppe in Braunschweig). Nach Mackensens Tod wurde der Preis 1966 nicht vergeben. Die Verleihungen durch den Westermann-Verlag wurden im folgenden Jahr aber wieder aufgenommen. Der Preis war ursprünglich mit 3.000 DM dotiert, 1976 wurde die Preissumme auf 5.000 DM angehoben.
Zur Jury gehörten neben dem Verleger Georg Mackensen bzw. Jürgen Mackensen (ab 1967) die Redakteure der Westermanns Monatshefte, in deren Novemberheft die preisgekrönten Kurzgeschichten jeweils erstveröffentlicht wurden. Die eingereichten Kurzgeschichten mussten unveröffentlicht sein, durften einen Umfang von 12 Schreibmaschinenseiten nicht überschreiten und wurden der Jury nicht anonym eingereicht. Die Preisträger waren bis auf wenige Ausnahmen bereits renommierte Autoren. Gelegentlich wurden zusätzliche Förderpreise an junge Autoren vergeben, die mit 500 DM dotiert waren.
Mit dem Verkauf des Westermann-Verlags an die Medien Union stellten Westermanns Monatshefte ihr Erscheinen ein und auch der Georg-Mackensen-Literaturpreis wurde nicht länger aufrechterhalten. Die letzte Verleihung fand 1985 statt.

## Preisträger
- 1962 – Wolfdietrich Schnurre, Siegfried Lenz
- 1963 – Erich Landgrebe
- 1964 – Marie-Luise Kaschnitz
- 1965 – Jürg Federspiel, Gabriele Wohmann
- 1966 – nicht vergeben
- 1967 – Adolf Muschg, Günter Seuren, Armin Ayren
- 1968 – Margot Scharpenberg, Kay Hoff
- 1969 – Peter O. Chotjewitz
- 1970 – Ingeborg Drewitz, Eva Zeller
- 1971 – Theodor Weißenborn
- 1972 – Franz Hohler
- 1973 – Günter Radtke, Herbert Rosendorfer
- 1974 – Dieter Kühn, Ruth Rehmann
- 1975 – Karl Alfred Wolken
- 1976 – Roderich Feldes
- 1977 – Elisabeth Augustin, Otto Heinrich Kühner
- 1978 – Hanne F. Juritz
- 1979 – Günter Kunert, Herrad Schenk
- 1980 – Elmar Schenkel
- 1981 – Gabriele M. Göbel, Heinz Knappe
- 1982 – Irene Östreicher
- 1983 – Werner Helmes
- 1984 – Gerold Späth
- 1985 – Gert Loschütz